# Totsukawa
Totsukawa (jap. 十津川村 Totsukawa-mura) – wieś w Japonii, na wyspie Honsiu, w prefekturze Nara. Według danych na rok 2020 miejscowość zamieszkiwało 3 061 mieszkańców , a gęstość zaludnienia wyniosła 4,6 os./km².